# Kay Gabriel
Kay Gabriel es una ensayista y poeta estadounidense. Es autora de tres libros, coeditora de una antología de poesía y recibió una beca del Poetry Project y la beca Lambda Literary. Vive y trabaja en Nueva York.

## Carrera
Gabriel se graduó en la Universidad de Princeton con un doctorado en estudios clásicos. Según Gabriel, su trabajo académico examina las intersecciones de los estudios clásicos y modernistas. En 2017, Gabriel escribió y publicó un libro titulado: Elegy Department Spring / Candy Sonnets 1 a través de BOAAT Press. Es beneficiaria de la beca Poetry Project y de la beca Lambda Literary.
En 2019 se unió al colectivo editorial del Poetry Project Newsletter, una publicación trimestral. Es coeditora de We Want It All: An Anthology of Radical Trans Poetics con la escritora Andrea Abi-Karam, publicado en 2020 por Nightboat Books. Los poetas que aparecen en el libro incluyen a Joshua Jennifer Espinoza, Sylvia Rivera y Leslie Feinberg. El libro fue finalista del Premio Literario Lambda 2021. Sus escritos y poesía han aparecido en The Brooklyn Rail, Social Text y The Believer, entre otras publicaciones.
Gabriel es la autora de dos libros, A Queen in Bucks County (Nightboat Books, 2022) y Kissing Other People or the House of Fame (Nightboat Books, 2023 | Rosa Press, 2021).

## Publicaciones
- A Queen in Bucks County (Nightboat Books, 2022)
- Kissing Other People or the House of Fame (Rosa Press, 2021)
- We Want It All: An Anthology of Radical Trans Poetics (Nightboat Books, 2020), coeditora